# Open di Francia 2006
L'Open di Francia 2006, la 105ª edizione degli Open di Francia di tennis, si è svolto sui campi in terra rossa dello Stade Roland Garros di Parigi, Francia, dal 28 maggio al 10 giugno 2006.
Il singolare maschile è stato vinto dallo spagnolo Rafael Nadal, che si è imposto sullo svizzero Roger Federer in quattro set con il punteggio di 1–6, 6–1, 6–4, 7–6(4). Il singolare femminile è stato vinto dalla belga Justine Henin, che ha battuto in due set la russa Svetlana Kuznecova.
Nel doppio maschile si sono imposti lo svedese Jonas Björkman e il bielorusso Maks Mirny. Nel doppio femminile hanno trionfato la statunitense Lisa Raymond e l'australiana Samantha Stosur.
Nel doppio misto la vittoria è andata alla slovena Katarina Srebotnik in coppia con la serba Nenad Zimonjić.

## Partecipanti uomini

### Teste di serie
| Nazionalità | Giocatore           | Ranking | Testa di serie |
| ----------- | ------------------- | ------- | -------------- |
| Svizzera    | Roger Federer       | 1       | 1              |
| Spagna      | Rafael Nadal        | 2       | 2              |
| Argentina   | David Nalbandian    | 3       | 3              |
| Croazia     | Ivan Ljubičić       | 4       | 4              |
| Stati Uniti | Andy Roddick        | 5       | 5              |
| Russia      | Nikolaj Davydenko   | 6       | 6              |
| Spagna      | Tommy Robredo       | 7       | 7              |
| Stati Uniti | James Blake         | 8       | 8              |
| Cile        | Fernando González   | 9       | 9              |
| Argentina   | Gastón Gaudio       | 10      | 10             |
| Rep. Ceca   | Radek Štěpánek      | 11      | 11             |
| Croazia     | Mario Ančić         | 12      | 12             |
| Germania    | Nicolas Kiefer      | 13      | 13             |
| Australia   | Lleyton Hewitt      | 14      | 14             |
| Spagna      | David Ferrer        | 15      | 15             |
| Finlandia   | Jarkko Nieminen     | 16      | 16             |
| Stati Uniti | Robby Ginepri       | 17      | 17             |
| Svezia      | Thomas Johansson    | 18      | 18             |
| Cipro       | Marcos Baghdatis    | 19      | 19             |
| Rep. Ceca   | Tomáš Berdych       | 20      | 20             |
| Francia     | Sébastien Grosjean  | 21      | 21             |
| Slovacchia  | Dominik Hrbatý      | 24      | 22             |
| Germania    | Tommy Haas          | 25      | 23             |
| Spagna      | Juan Carlos Ferrero | 27      | 24             |
| Francia     | Gaël Monfils        | 28      | 25             |
| Argentina   | José Acasuso        | 29      | 26             |
| Belgio      | Olivier Rochus      | 30      | 27             |
| Spagna      | Fernando Verdasco   | 31      | 28             |
| Francia     | Paul Henri Mathieu  | 32      | 29             |
| Spagna      | Carlos Moyá         | 33      | 30             |
| Russia      | Dmitrij Tursunov    | 34      | 31             |
| Cile        | Nicolás Massú       | 35      | 32             |

### Altri partecipanti
I seguenti giocatori hanno ricevuto una wildcard per il tabellone principale:
- Marc Gicquel
- Jérémy Chardy
- Mathieu Montcourt
- Nathan Healey
- Michaël Llodra
- Thierry Ascione
- Olivier Patience

I seguenti giocatori sono passati dalle qualificazioni:

- Martín Vassallo Argüello
- Stefano Galvani
- Ilija Bozoljac
- Evgenij Korolëv
- Dieter Kindlmann
- Óscar Hernández
- Dick Norman
- Diego Hartfield
- Kristian Pless
- Roko Karanušić
- Juan Martín del Potro
- Saša Tuksar
- Wayne Arthurs
- Edgardo Massa
- Sergio Roitman
- Júlio Silva
- Alejandro Falla (lucky loser)
- Kevin Kim (lucky loser)
- Marc Gicquel (lucky loser)
- Jérémy Chardy (lucky loser)
- Melle Van Gemerden (lucky loser)
- Mathieu Montcourt (lucky loser)

## Senior

### Singolare maschile
Rafael Nadal ha battuto in finale  Roger Federer con il punteggio di 1–6, 6–1, 6–4, 7–6(4).

### Singolare femminile
Justine Henin ha battuto in finale  Svetlana Kuznecova con il punteggio di 6–4, 6–4.

### Doppio maschile
Jonas Björkman /  Maks Mirny hanno battuto in finale  Mike Bryan /  Bob Bryan con il punteggio di 6(5)–7, 6–4, 7–5.

### Doppio femminile
Lisa Raymond /  Samantha Stosur hanno battuto in finale  Daniela Hantuchová /  Ai Sugiyama con il punteggio di 6–3, 6–2.

### Doppio misto
Katarina Srebotnik /  Nenad Zimonjić hanno battuto in finale  Elena Lichovceva /  Daniel Nestor con il punteggio di 6–3, 6–4.

## Junior

### Singolare ragazzi
Martin Kližan ha battuto in finale  Philip Bester con il punteggio di 6–3, 6–1.

### Singolare ragazze
Agnieszka Radwańska ha battuto in finale  Anastasija Pavljučenkova con il punteggio di 6–4, 6–1.

### Doppio ragazzi
Emiliano Massa /  Kei Nishikori hanno battuto in finale  Artur Chernov /  Valery Rudnev con il punteggio di 2–6, 6–1, 6–2.

### Doppio ragazze
Sharon Fichman /  Anastasija Pavljučenkova hanno battuto in finale  Agnieszka Radwańska /  Caroline Wozniacki con il punteggio di 6(4)–7, 6–2, 6–1.